# Dianella porracea
Dianella porracea är en grästrädsväxtart som först beskrevs av Rodney John Francis Henderson, och fick sitt nu gällande namn av Horsfall och Geoffrey William Carr. Dianella porracea ingår i släktet Dianella och familjen grästrädsväxter. Inga underarter finns listade i Catalogue of Life.